# Ctenogobiops crocineus
 Ctenogobiops crocineus es una especie de peces de la familia de los Gobiidae en el orden de los Perciformes.

## Morfología
Los machos pueden llegar a alcanzar los 10 cm de longitud total.

## Hábitat
Es un pez de clima tropical y asociado a los arrecifes de coral que vive entre 60-20 m de profundidad.

## Distribución geográfica
Se encuentra en Australia, la China, las Comoras, la India, Indonesia, el Japón, Kenia, las Maldivas, República de Palau , Papúa Nueva Guinea, las Filipinas, las Islas Ryukyu, las Seychelles , Taiwán y el Vietnam. 

## Observaciones
Es inofensivo para los humanos. 